# 미스터 글로벌
미스터 글로벌은 2014년에 시작된 국제 남자 미남 선발 대회이다.

## 타이틀 보유자
| 년도 | 미스터 글로벌 우승 (1위)         | 준우승                         | 준우승                         | 준우승                                                  | 준우승                                                  | 개최국 | 참가자 |
| 년도 | 미스터 글로벌 우승 (1위)         | 2위                            | 3위                            | 4위                                                     | 5위                                                     | 개최국 | 참가자 |
| ---- | -------------------------------- | ------------------------------ | ------------------------------ | ------------------------------------------------------- | ------------------------------------------------------- | ------ | ------ |
| 2014 | 미얀마 미아트 투야 르윈          | 캐나다 마이클 사우스           | 대한민국 이준호                | 베트남 응우옌 후비                                      | 필리핀 윌프레드 플라센시아                              | 태국   | 16     |
| 2015 | 베트남 응웬반손                  | 베네수엘라 유버 지메네즈       | 태국 아피위트 쿠나디렉         | 브라질 디오고 베르나르                                  | 프랑스 브라이언 웨버                                    | 태국   | 21     |
| 2016 | 체코 토마시 마르틴카             | 태국 타왓차이 자이칸           | 스페인 케마 말라비아           | 브라질 기바 피그나티                                    | 싱가포르 노엘 응                                        | 태국   | 30     |
| 2017 | 브라질 페드로 히카               | 남아프리카 공화국 게리 하벤가  | 잉글랜드 크리스토퍼 브라멜     | 칠레 파비안 에스테반 아벨로                             | 베트남 투안 응우옌                                      | 태국   | 28     |
| 2018 | 미국 다리오 듀케                 | 이집트 아흐메드 라쉰           | 폴란드 야쿠프 쿠체네르         | 남아프리카 공화국 드웨인 겔덴하우                       | 태국 스타폰 물리산                                      | 태국   | 38     |
| 2019 | 대한민국 김종우                  | 튀니지 후셈 사이디             | 스페인 호세 루이스 나바로      | 스위스 케난 무르셀리                                    | 도미니카 공화국 브라울리오 엔카르나시온                 | 태국   | 38     |
| 2021 | 스페인 미구엘 앙헬 루카스 (사임) | 베트남 단 치에우 린 (원래 2위) | 대한민국 신동우                | 베네수엘라 후안 카를로스 다 실바                        | 멕시코 가브리엘 알레한드로 오르티즈                     | 태국   | 33     |
| 2021 | 베트남 단 치에우 린 (가정)       | 베트남 단 치에우 린 (원래 2위) | 대한민국 신동우                | 베네수엘라 후안 카를로스 다 실바                        | 멕시코 가브리엘 알레한드로 오르티즈                     | 태국   | 33     |
| 2022 | 쿠바 후안 카를로스 아리오        | 콜롬비아 오스카 게레로         | 브라질 윌리엄 가마             | 수여되지 않음 (Top 5 대한민국 김희원 태국 셋타폰 통숙 ) | 수여되지 않음 (Top 5 대한민국 김희원 태국 셋타폰 통숙 ) | 태국   | 39     |
| 2023 | 인도 제이슨 브레트펠린           | 홍콩 올리버 청                 | 칠레 알바로 플로레스           | 대만 케빈 다발로스 타이                                 | 베트남 레 허우 닷                                       | 태국   | 36     |
| 2024 | 필리핀 도미에 코릴라             | 스페인 마누엘 로모             | 나이지리아 페이버 오그부오키리 | 태국 패트릭 포응암 포스너                               | 브라질 루이스 마스카렌하스                              | 태국   | 32     |

## 대한민국의 역대 출전자
| 연도 | 이름                     | 수상                                                |                          |
| ---- | ------------------------ | --------------------------------------------------- | ------------------------ |
| 2014 | 이준호                   | 3위 & 피지크상 & 탤런트 Top 5                       |                          |
| 2015 | 윤태호                   | 베스트 모델상                                       |                          |
| 2016 | 김기종                   | Top 10                                              |                          |
| 2017 | 유수재                   | Top 16 & 우정상                                     |                          |
| 2018 | 강두형                   | Top 16 (Top 10) & 피지크상 & 탤런트 Top 5           |                          |
| 2019 | 김종우                   | 우승                                                |                          |
| 2020 | 미개최 (코로나19 범유행) | 미개최 (코로나19 범유행)                            | 미개최 (코로나19 범유행) |
| 2021 | 신동우                   | 3위 & 허브 골드 앰버서더상 & 나척 페이보릿 Top 5    |                          |
| 2022 | 김희원                   | Top 5 & 챠밍 스마일상 & 루커 모델상 & 허브 골드 3위 |                          |
| 2023 | 임정윤                   | Top 10 & 우정상 & 캉렝상                            |                          |
| 2024 | 윤현제                   | Top 11                                              |                          |

## 같이 보기
- 미스터 월드
- 맨헌트 인터내셔널
- 미스터 인터내셔널
- 미스터 수프라내셔널
- 맨 오브 더 월드
- 미스 수프라내셔널
- 미스 어스